# Stevert
Stevert is een gehucht in de gemeente Eersel. Het gehucht ligt net ten zuidoosten van het dorp Steensel en ten noorden van de beek de Run. In dit gehucht bevindt zich de eeuwenoude Stevertse Watermolen.
De Stevert heette voorheen 'Steenvoort', wat een ‘ondiepe, doorwaadbare, met stenen aangelegde overgang door een waterloop’ betekent.

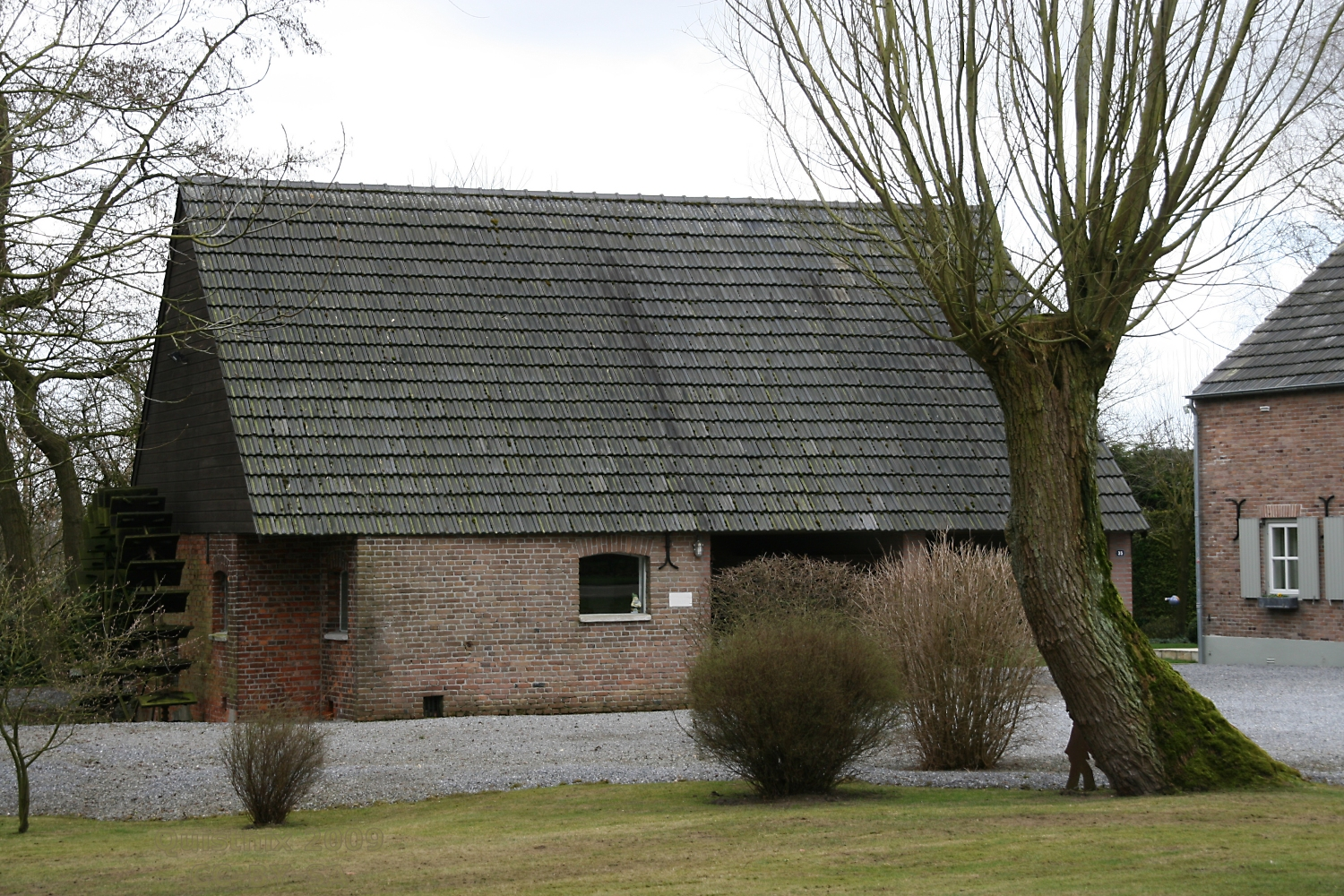
Stevertse Watermolen
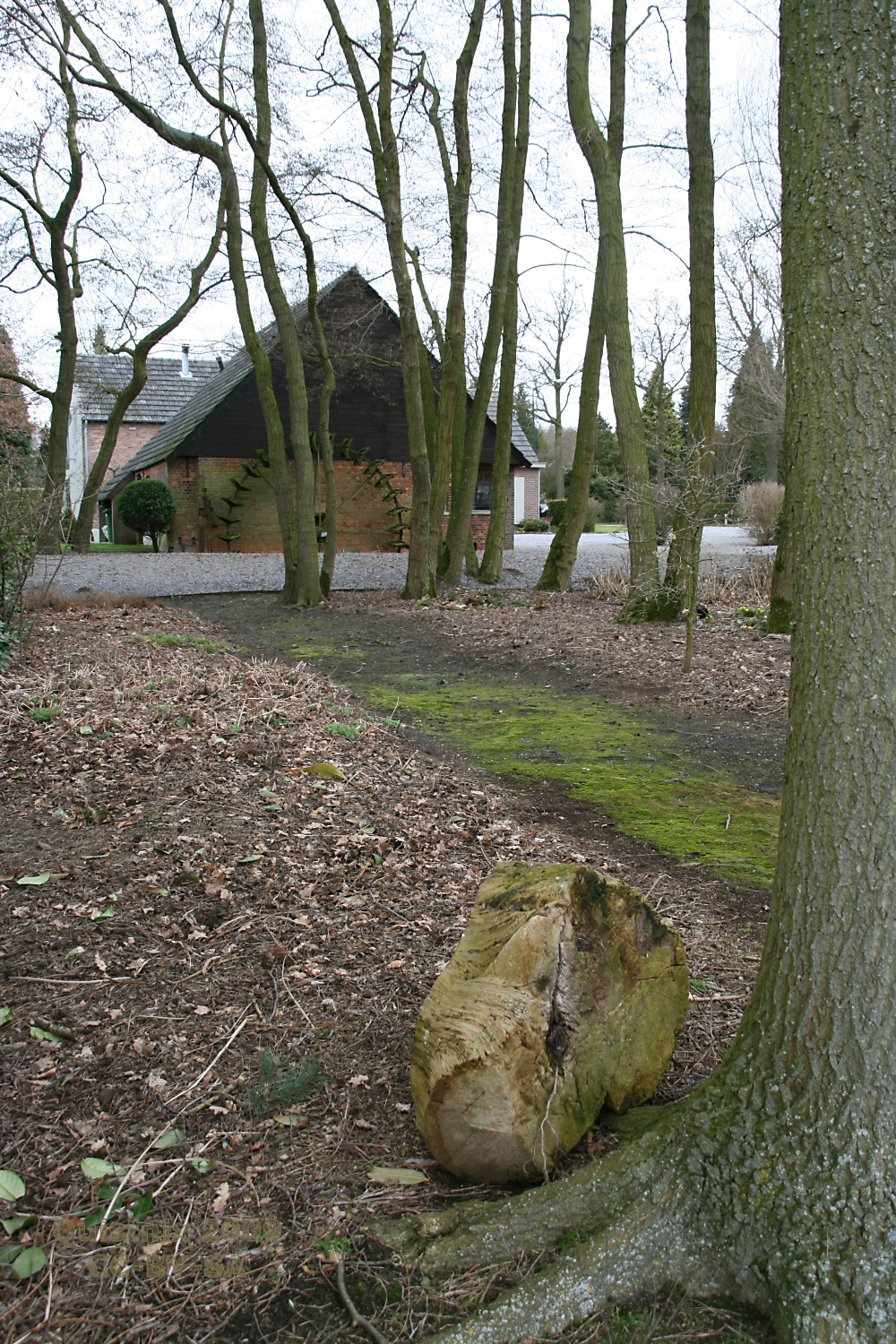
Stevertse Watermolen

Hoofdplaats: Eersel      Overige dorpen: Duizel · Knegsel · Steensel · Vessem · Wintelre

Buurtschappen en gehuchten: Bijsterveld · Boksheide · De Hees · De Hoef · Donk · Driehuis · Driehuizen · Het Heike · Hoekdries · Hoogstraat · Kreiel · Maaskant · Meer · Meerven · Molenveld · Mosik · Mostheuvel · Rietven · Schadewijk · Scherpenering · Sneidershoek · Spijkert · Stevert · Stokkelen · Veneind · Wolfshoek

Voormalige gemeenten: Duizel en Steensel · Vessem, Wintelre en Knegsel

Noord-Brabant: Steden en dorpen      Nederland: Provincies · Gemeenten